# Maria Magdalenakerk (Darmstadt)
De Kerk van de Heilige Maria Magdalena (Duits: Kirche der Heilige Maria Magdalena, Russisch: Це́рковь Святой Равноапостольной Мари́и Магдали́ны) is een Russisch-orthodoxe kerk in Darmstadt. De kerk behoort tot het Duitse diocees van de Russisch-orthodoxe Kerk in het Buitenland.

## Geschiedenis
Het besluit om een Russisch-orthodoxe kerk te bouwen in Darmstadt werd ingegeven door de wens van de keizerlijke familie van Rusland om tijdens het verblijf in de geboortestad van tsarina Alexandra Fjodorovna (geboren prinses van Hessen-Darmstadt) een orthodoxe kerk te kunnen bezoeken.
De eerstesteenlegging vond plaats op 4 oktober 1897 in het bijzijn van zowel leden van de keizerlijke als de hertogelijke familie. De grond waarop de kerk zou worden gebouwd bestond uit aarde die vanuit de verschillende provincies van het Russische rijk werd getransporteerd naar Darmstadt. De financiering van de kerk vond geheel plaats op kosten van tsaar Nicolaas. De laatste eredienst met leden van de keizerlijke familie vond plaats in 1910.
In het begin van de Eerste Wereldoorlog werd de kerk gesloten. Klokken, vergulde versieringen, dakdelen en de glas-in-loodramen werden als "vijandelijk vermogen" in beslag genomen. Het wegnemen van dakmateriaal en goten veroorzaakte in de kerk veel water- en vochtschade. Herstel vond plaats in de jaren 20, maar er werden slechts nog bij speciale gelegenheden kerkdiensten georganiseerd. Sinds de jaren 30 werd op de dag van de moord op de tsarenfamilie jaarlijks een herdenkingsdienst gevierd.
Tijdens bombardementen in 1944 liep het kerkgebouw opnieuw aanzienlijke schade op. Het kerkinterieur en liturgisch vaatwerk werd uit de kerk geroofd, een ander deel werd in het museum in Darmstadt veiliggesteld. In het najaar van 1945 vonden er weer vieringen plaats. De gelovigen die naar de kerk gingen waren nu orthodoxe bewoners uit een voormalig kamp in de buurt van Darmstadt. De kerk telde in de jaren 50 ongeveer 250-300 leden van verschillende nationaliteiten.
Een grondige restauratie werd in 1955 uitgevoerd. Nieuwe restauraties aan het dak, muurwerk en het vergulden van de koepels vonden in de jaren 70 plaats. De kosten werden gefinancierd door ruimhartige giften van de evangelische landskerk van Hessen-Nassau, het rooms-katholieke bisdom Mainz, de stad Darmstadt en particulieren. Op 23 oktober 1976 vond de hernieuwde wijding plaats.
Een laatste restauratie vond plaats in de jaren 2003-2005.